# Günther Mader
Günther Mader (n. 24 iunie 1964, Matrei am Brenner⁠(d), Tirol, Austria) este un schior alpin ce a reprezentat Austria, medaliat olimpic. A participat la 4 ediții ale Jocurilor Olimpice (1988, 1992, 1994, 1998) în care a câștigat o medalie de bronz.